# Merogomphus chaoi
Merogomphus chaoi är en trollsländeart som beskrevs av Yang och Davies 1993. Merogomphus chaoi ingår i släktet Merogomphus och familjen flodtrollsländor. Inga underarter finns listade i Catalogue of Life.